# 甲上皮
在人体解剖学中，甲上皮（英語：eponychium）是指甲体上面的表皮角质层，功能是保护甲体和表皮之间的区域免受细菌的侵害。
英文eponychium一词来自希腊语ἐπί (epí)，意为“在上面”，以及ὀνῠ́χιον (onúkhion)，意为“小爪子”。